# Le persone normali
Le persone normali (La dieta di Uscio) è un romanzo del 1992 dello scrittore Aldo Busi.

## Contenuti
Lo scrittore Aldo Busi decide di trascorrere dieci giorni presso la Colonia della Salute Purgatori nella località di Uscio, Genova, allo scopo di migliorare la propria forma fisica. 
Accolto all'entrata dalla vecchia gerente del chiosco Giletta detta l'"Eterna" e dall'altrettanto anziano Strinzio, facchino e amante della Giletta, e preso alloggio in una delle camere del villaggio/residence, l'autore fa presto la conoscenza sia con il personale che con diversi dei danarosi e piuttosto altolocati clienti. In particolare, si stringe attorno a lui un gruppo di signore e signorine che diventano sue confidenti, desiderose di raccontare la loro storia a uno scrittore, tutte donne in cerca del loro uomo dei sogni, quello che le faccia soffrire come nessun altro saprebbe fare: la plurivedova Amalia, la signora Maria prossima alle nozze, Nunziata che gli racconta la sua alienante educazione presso un istituto di suore, Rosalinda che si trova a dover fronteggiare col marito il problema di due figli tossicodipendenti, la timida Cecilia asservita a una famiglia che sa solo sfruttarla senza tenere conto delle sue aspirazioni...
Il massaggiatore principale dello scrittore, Amamialfredo, diventa anch'egli suo confidente privilegiato raccontandogli ciò di cui le clienti non parlano da sole, dalle loro reazioni alle digitopressioni ai pettegolezzi sul loro conto. Amamialfredo è egli stesso protagonista di una tresca amorosa durante i giorni del soggiorno. Altra relazione sotterranea è quella tra il ragionier Frustini e la notaia Nuccia.
All'interno della clinica avvengono anche alcuni furti, i cui responsabili sembrano essere "il Nano" Morosoni, ex saltimbanco di un circo, e Gloria Vanderbilt detta "la Donnacannone", obesissima signora che eserciterebbe l'attività di maga a domicilio come copertura per potersi introdurre nelle abitazioni altrui.
A breve si verifica anche una misteriosa duplice morte, quella dei sessualmente ambigui signori Filetti, trovati improvvisamente senza vita nella loro stanza, probabilmente dediti all'uso di cocaina.
Tra il maleducato ragazzo Down Fabietto, l'attore Renatorenato in cerca di fama attraverso spot pubblicitari, l'imprenditore dandy detto "Latinlover" in cerca di un moroso per ciascuna delle due respingenti figlie, l'ipovedente signora Matilde che ogni volta attraversa la sala del ristorante sbattendo contro i tavoli e l'Irene Dell'Omodarme che cammina con un passo forzato alla Byron per nascondere la propria claudicazione, l'autore decide di utilizzare questo periodo di sosta e cure per riflettere sulla condizione umana e sul concetto di normalità.
Verso la fine del soggiorno Busi viene invitato alla "Dieta di Uscio", una trasgressiva Notte di Valpurga con cadenza mensile durante la quale i pensionanti si riuniscono per gustare di nascosto delle leccornie da tavola fredda che sono loro ufficialmente proibite dai dietologi del Centro della Salute per tutta la loro permanenza.

## Personaggi
Avventori della Colonia
- Aldo Busi, scrittore, protagonista
- Amalia Fumagallo Lunigi Prestinelli Urco detta "Le Vedove", grande cattolica di Genova, tre volte vedova
- Gloria Magri Vanderbilt detta "la Donnacannone", maga dei VIP
- Maria Rubafiori, signora in procinto di sposarsi
- Signori Filetti, coppia di farmacisti di Aosta
- Barbarella, signorina di Bergamo
- Francesca, ragazza di Parma
- Renatorenato, attore di spot pubblicitari
- Nuccia, notaio di Asti
- Camillao Morosoni detto "il Nano", ex saltimbanco con velleità di pittore, poeta e dongiovanni, appassionato di cavalli
- Umberto Damato detto "Latinlover", dandy, imprenditore del calzaturiero
- Lucrezia, spocchiosa e repellente figlia di Latinlover
- Nunziata Mai, elegantissima obesa di Napoli
- Rosalinda Olindi detta "Peter Pan", fanciullesca signora di Savona
- Maglioncinomissoni e Bluebell, coppia di innamorati lombardi
- Cecilia Cuccurullo detta "Butirra", piccola paffutella e timida donna sui tardi quarant'anni
- Fabietto detto "Pinocchione", ragazzo Down
- Genoveffa, zia del ragazzo Down
- Signor Dell'Omodarme, uomo proveniente dalla Sicilia
- Irene, moglie del signor Dell'Omodarme
- Matilde, signora sui sessant'anni con problemi di vista

Personale della Colonia
- Giletta detta "l'Eterna", anzianissima proprietaria del chiosco all'entrata della Colonia
- Strinzio, anziano facchino, amante della Giletta
- Alfredo detto "Amamialfredo", massaggiatore
- Ragionier Frustini, amministratore
- Boris, esule bulgaro, massaggiatore
- Dottor Grazie e dottor Dotti, medici coordinatori delle cure offerte dalla Colonia
- Rosina, giovane cameriera
- Signora Giselle, estetista
- Giuseppa e Marcellina, inservienti

## Edizioni
- Aldo Busi, Le persone normali (La dieta di Uscio): romanzo, Milano, A. Mondadori, 1992, ISBN 88-04-35738-X.
- Aldo Busi, Le persone normali (La dieta di Uscio), postfazione di Roberto Barbolini, Milano, A. Mondadori, 1994, ISBN 88-04-39080-8.
- Aldo Busi, Le persone normali (La dieta di Uscio), Milano, Mondadori, 2002, ISBN 8804503904.